# Tom Tight et Dum-Dum
 (juillet 2025).
Pour plus de détails, voir Fiche technique et Distribution.
Tom Tight et Dum-Dum est un film de Georges Méliès sorti en 1903, au début du cinéma muet.

## Fiche technique
- Titre : Tom Tight et Dum-Dum
- Réalisation : Georges Méliès
- Genre : Comédie
- Durée : 2 minutes 30 secondes
- Date de sortie : France : 1903

## Distribution
- Georges Méliès